# Efik (langue)
Cet article concerne la langue efik. Pour le peuple efik, voir Efik (peuple).
L’efik ou éfik est une langue ou dialecte du continuum linguistique ibibio-efik parlé au Nigeria.

## Classification
L’efik fait partie du groupe ibibio-efik, classé parmi les langues cross river des langues nigéro-congolaises.
Elle est proche de l’ibibio, de l’anaang et de l’ukwa.

## Écriture
L’efik a d’abord été écrit avec l’orthographe de Hugh Goldie au XIXe siècle et au début du XXe siècle. Dans les années 1930, l’orthographe de Goldie a été remplacée par l’orthographe appelée New Efik Orthography d’Ida C. Ward (en) et R.F.G. Adams.
| a | b | d | e | f | g | h | i | k | kp | m | n | ny | ŋ | o | ɔ | p | r | s | t | u | w | y |

En 1973, un comité débute la révision de l’orthographe efik en vue de l’améliorer et de le rapprocher d’autres  orthographes de langues nigérianes. Après quelques amendements, cette nouvelle orthographe, appelée Standardised Efịk Orthography, est adoptée par le ministère de l’éducation de l’État de Cross River officiellement le 1er septembre 1975.
| a | b | d | e | ẹ | f | gh | i | ị | k | kp | kw | m | n | ny | ñ | ñw | o | ọ | p | r | s | t | u | ụ | w | y |

Certains ouvrages montrent n macron ‹ n̄ › ou n circonflexe ‹ n̂ › au lieu de n tilde ‹ ñ ›
En 1982, une nouvelle orthographe efik, modifiant celle de 1975, est publiée par le ministère fédérale de l’éducation du Nigeria.
En 2012, le sous-comité de développment de la langue efik a révisé l’orthographe et recommande la suppression de trois lettres pointées ‹ ẹ ị ụ ›, ne les considérants pas comme des voyelles différentes de ‹ e i u ›.
| a | b | d | e | f | g | gh | h | i | k | kp | kw | m | n | ny | ñ | ñw | o | ọ | p | r | s | t | u | w | y |